# Religión en Kirguistán

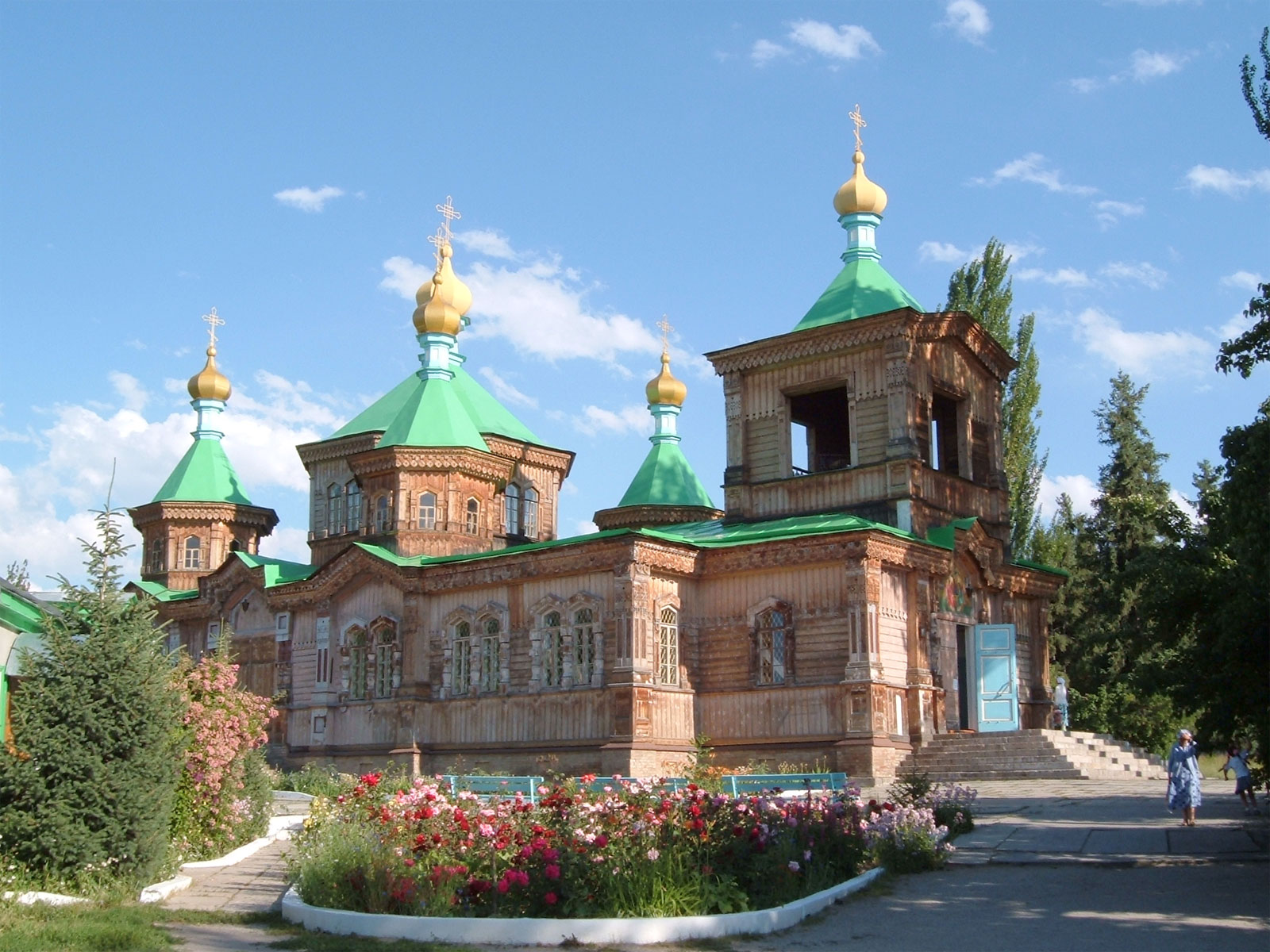
Catedral de la Santa Trinidad de Karakol para los cristianos ortodoxos rusos.

La Constitución y la ley establecen la libertad de religión en Kirguistán, y el Gobierno, generalmente, respeta este derecho en la práctica. Sin embargo, el poder central restringió las actividades de los grupos islámicos radicales que consideraba amenazante a la estabilidad y la seguridad y obstaculizado o rechazó la inscripción de algunas iglesias cristianas. La Constitución establece la separación entre religión y Estado, y prohíbe la discriminación basada en la religión o las creencias religiosas. El Gobierno no apoya oficialmente ninguna religión, sin embargo, desde el 6 de mayo de 2006 un decreto reconoce el islam y la ortodoxia rusa como grupos religiosos tradicionales.

## Demografía religiosa
El islam es la religión dominante en Kirguistán: el 80% de la población es musulmana, mientras que el 17% siguen la ortodoxia rusa y el 3 % otras religiones. Un informe del Centro de Investigación Pew de 2009 indica un mayor porcentaje de musulmanes, con el 86,3% de la población de Kirguistán que profesa el islam. La mayoría de los musulmanes lo son sin ninguna denominación en un 64%, mientras que aproximadamente el 23% son sunitas.

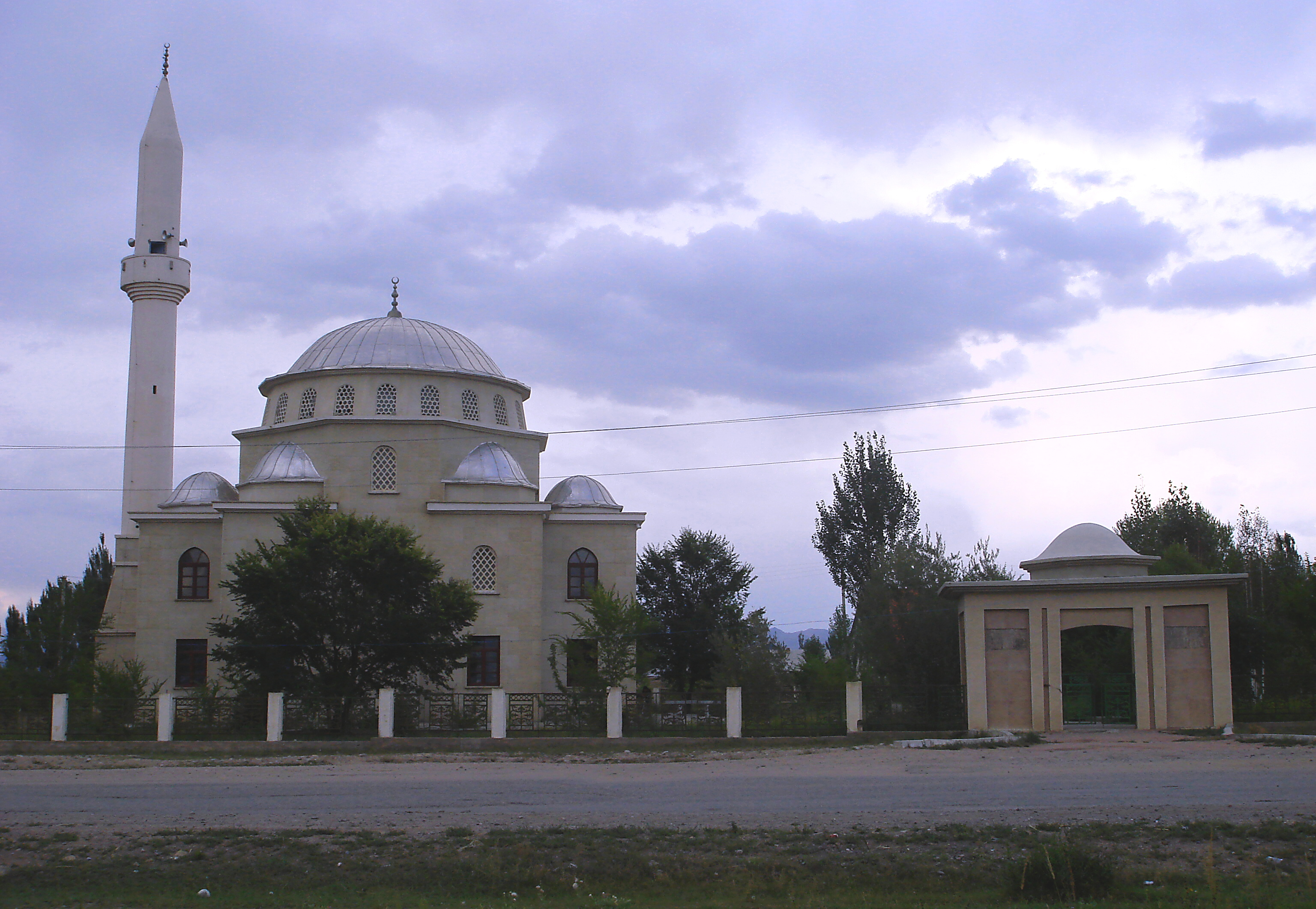
Mezquita en Kochkor, provincia de Naryn.

Durante la época soviética se alentó ateísmo de estado. Hoy, pese que Kirguistán es un Estado laico, el islam ha ejercido una influencia cada vez mayor en la política. Por ejemplo, ha habido un intento de organizar a los funcionarios para que hagan la hajj o peregrinación a La Meca, en virtud de un acuerdo de libre de impuestos. Kirguistán es un país musulmán mayoritariamente sunita y se adhiere a la escuela de pensamiento Hanafi.

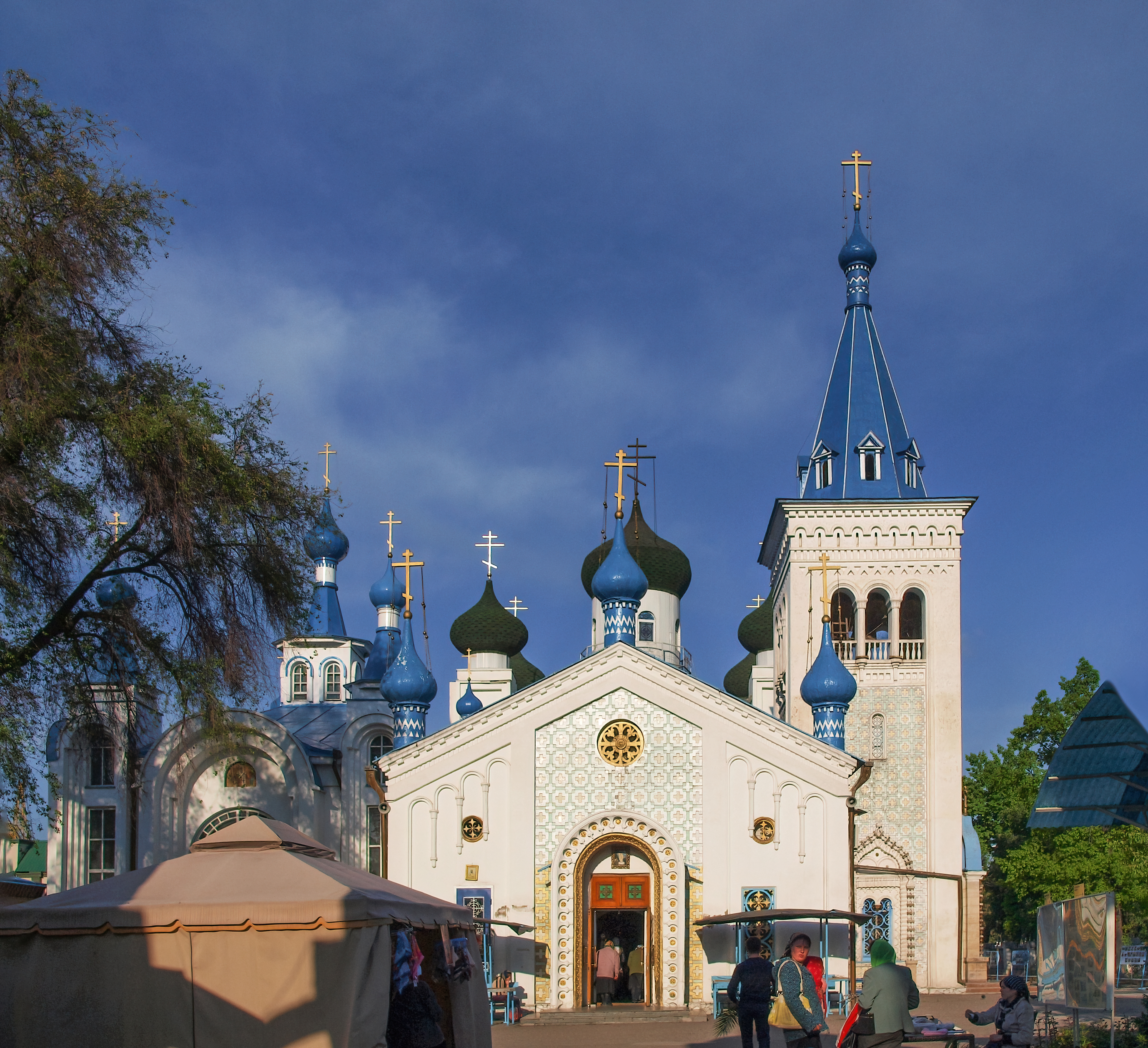
Catedral de la Santa Resurrección de Biskek, el principal templo de los creyentes kirguises de la Iglesia ortodoxa rusa.

Mientras que el islam en Kirguistán es más un fondo cultural que una práctica diaria para muchos devotos, algunas figuras públicas han expresado su apoyo a la restauración de los valores religiosos. Por ejemplo, el defensor de los derechos humanos Tursunbay Bakir-Ulu señaló: "En esta época de independencia, no es de extrañar que se haya producido un retorno a las raíces espirituales, no sólo en Kirguistán, sino también en otras repúblicas postcomunistas. Sería inmoral desarrollar una sociedad basada en el mercado y sin una dimensión ética".
Además, Bermet Akayeva, hija de Askar Akayev, ex Presidente de Kirguistán, declaró durante una entrevista de julio de 2007 que el islam está tomando cada vez más importancia en todo el país. Hizo hincapié en que se habían construido muchas mezquitas recientemente y que los kirguises eran cada vez más dedicados al islam, que señaló "no es algo malo en sí mismo. Mantiene nuestra sociedad más moral, más limpia". Hay una orden sufí contemporánea actual que da una forma un tanto diferente del islam que el islam ortodoxo.
Las otras religiones practicadas en Kirguistán incluyen versiones de la ortodoxia rusa y ucraniana del cristianismo, practicadas principalmente por rusos y ucranianos étnicos, respectivamente. Una pequeña minoría de alemanes étnicos son también cristianos, en su mayoría luteranos y anabaptistas. Hay unos 5.000 testigos de Jehová, así como una comunidad católica de aproximadamente 600 fieles.
Algunas tradiciones animistas sobreviven, al igual que las influencias del budismo, como la vinculación de las banderas de oración en los árboles sagrados, aunque algunos ven esta práctica arraigada dentro del islamismo sufí. También hay un pequeño número de judíos bújaros que viven en Kirguistán, pero durante el colapso de la Unión Soviética huyeron a otros países, principalmente los Estados Unidos e Israel. Además, hay una pequeña comunidad de judíos askenazíes, que huyeron a Kirguistán desde Europa del Este durante la Segunda Guerra Mundial.
El 6 de noviembre de 2008, el Parlamento de Kirguistán aprobó por unanimidad una ley que aumenta el número mínimo de adherentes para el reconocimiento de una religión de 10 a 200 fieles. También dejó fuera de la ley la "acción agresiva de proselitismo" y prohibió la actividad religiosa en las escuelas y todas las actividades de las organizaciones no registradas. Fue firmado por el presidente Kurmanbek Bakiyev el 12 de enero de 2009.